# Jacques et novembre
Jacques et novembre é um filme de drama canadense de 1984 dirigido e escrito por Jean Beaudry e François Bouvier. Foi selecionado como representante do Canadá à edição do Oscar 1986, organizada pela Academia de Artes e Ciências Cinematográficas.

## Elenco
- Jean Beaudry - Jacques Landry
- Léa-Marie Cantin - Monique
- Carole Chatel
- Carole Fréchette - Pierrette